# Frederik Joan Theodorus van der Wijck
Frederik Joan Theodorus van der Wijck (1779 – 1858 te Arnhem) was een Nederlands officier der Genie en Ridder der IVe klasse in de Militaire Willems-Orde. (12 mei 1823 voor het aanleggen van de versterkingen aan de Nederlandse Zuidgrens)  Jhr. Frederik Joan Theodorus van der Wijck diende in 1795 als 2e luitenant in het leger van de prins van Oranje, daarna was hij kapitein in het Bataafse, Hollandse en Keizerlijk Franse leger en tot aan zijn pensioen in 1843 bekleedde hij hoge functies in het Nederlandse leger.
Jhr. Frederik Joan Theodorus van der Wijck was ten tijde van zijn pensionering luitenant-generaal der Genie.